# Kabinett Dionne III

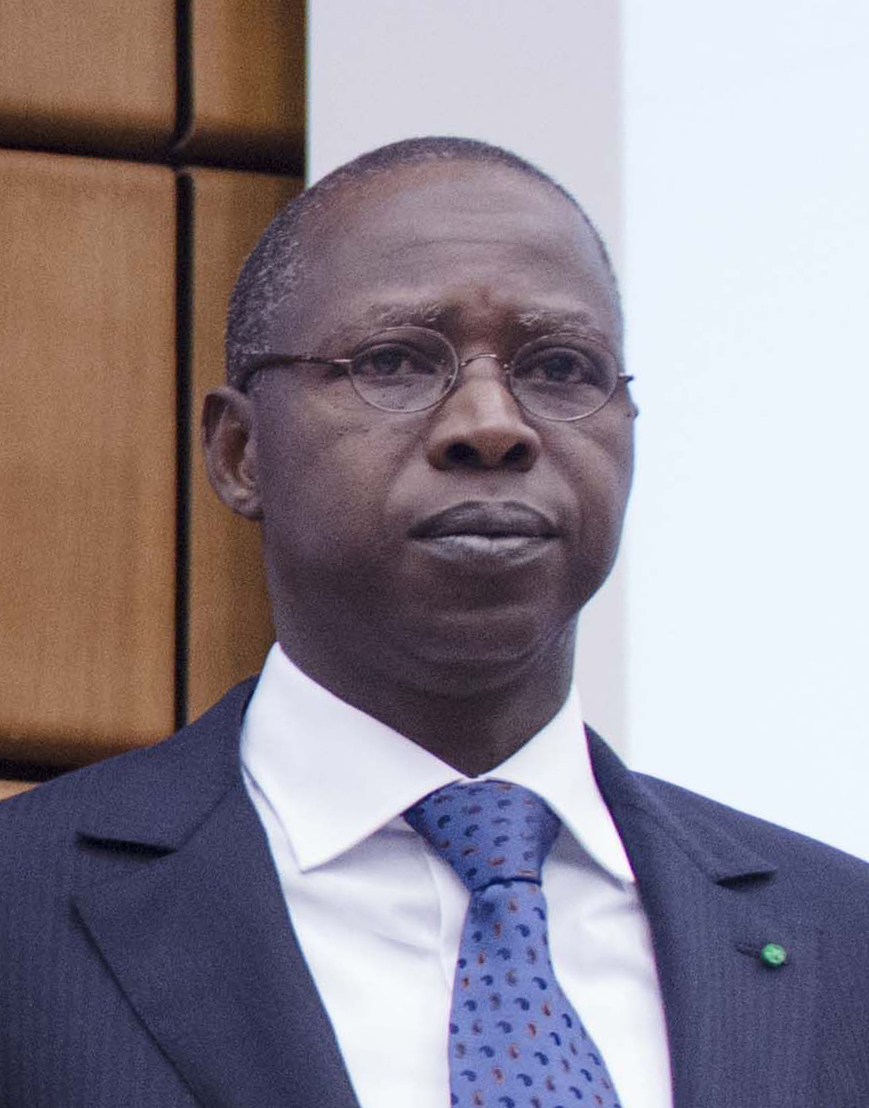
Premierminister Mahammed Dionne

Das Kabinett Dionne III wurde am 7. April 2019 als Regierung Senegals gebildet. Es löste das Kabinett Dionne II ab, das ab 7. September 2017 amtierte.
Nach der Wiederwahl von Macky Sall als Präsident der Republik war verfassungsgemäß die Regierung neu zu bilden. Der Präsident ernannte den bisherigen Regierungschef Mahammed Dionne am 6. April 2019 erneut zum Premierminister, allerdings wurde zeitgleich die Abschaffung des Amts des Premierministers durch eine kurzfristige Verfassungsänderung angekündigt. Zusätzlich wurde Dionne mit der Funktion eines Staatsministers und Generalsekretärs im Präsidialamt der Republik betraut. Am nächsten Tag berief der Präsident auf Vorschlag von Dionne die Minister als Regierungsmitglieder.
Mit Verkündung des verfassungsändernden Gesetzes wurde das Amt des Premierministers am 14. Mai 2019 abgeschafft. Zugleich sprach Präsident Sall den Mitgliedern der bisherigen Regierung weiterhin das Vertrauen aus und bestätigte sie als Kabinett Sall III im Amt.

## Zusammensetzung
Nach dem Stand vom 7. April 2019 gehören der Regierung 24 Minister und 8 Ministerinnen an, die für folgende Ressorts zuständig sind:
1. Sidiki Kaba, Ministre des Forces armées
2. Aly Ngouille Ndiaye, Ministre de l'Intérieur
3. Abdoulaye Daouda Diallo, Ministre des Finances et du Budget
4. Amadou Ba, Ministre des Affaires étrangères, et des Sénégalais de l'Extérieur
5. Maitre Malick Sall, Garde des Sceaux, Ministre de la Justice
6. Mansour Faye, Ministre du Développement communautaire, l'Equité sociale et territoriale
7. Mouhamadou Makhtar Cisse: Ministre du Pétrole et des Energies
8. Madame Mariama Sarr, Ministre de la Fonction Publique et du Renouveau du Service Public
9. Oumar Youm, Ministre des Infrastructures, des Transports terrestres et du Désenclavement
10. Amadou Hott, Ministre de l'Economie, du Plan, et de la Coopération
11. Abdoulaye Diouf Sarr, Ministre de la Santé et de l'action Sociale
12. Moussa Balde, Ministre de l'Agriculture et de l'Equipement Rural
13. Serigne Mbaye Thiam, Ministre de l'Eau, et de l'Assainissement
14. Madame Ndeye Saly Diop Dieng, Ministre de la Femme, de la Famille, du Genre et de la Protection des Enfants
15. Alioune Sarr, Ministre du Tourisme et des Transports aériens
16. Madame Aminata MBengue Ndiaye, Ministre des Pêches et de l'Economie maritime
17. Mamadou Talla, Ministre de l'Education nationale
18. Oumar Gueye, Ministre des Collectivités Territoriales, du Développement et de l'Aménagement des Territoires
19. Cheikh Oumar Hann, Ministre de l'Enseignement supérieur, de la Recherche et de l'Innovation
20. Moustapha Diop, Ministre du Développement industriel et des Petites et Moyennes Industries (PMI)
21. Abdou Karim Sall, Ministre de l’Environnement et du Développement Durable
22. Madame Sophie Gladima, Ministre des Mines et de la Géologie
23. Matar Ba, Ministre des Sports
24. Samba Ndiobene Ka, Ministre de l'Elevage et des Productions Animales
25. Samba Sy, Ministre du Travail, du Dialogue social et des Relations avec les institutions
26. Abdou Karim Fofana, Ministre de l'Urbanisme, du Logement et de l'Hygiène publique
27. Madame Aminata Assome Diatta, Ministre du Commerce et des Petites et Moyennes Entreprises (PME)
28. Abdoulaye Diop, Ministre de la Culture et de la Communication
29. Madame Néné Fatoumata Tall, Ministre de la Jeunesse
30. Madame Zahra Yanne Thiam, Ministre de la Microfinance et de l'Economie sociale et solidaire
31. Dame Diop, Ministre de l'Emploi, de la Formation professionnelle, et de l'Artisanat
32. Madame Ndeye Tické Ndiaye Diop, Ministre de l'Economie numérique et des Télécommunications.